# Neopsylla pleskei
Neopsylla pleskei är en loppart som beskrevs av Ioff 1928. Neopsylla pleskei ingår i släktet Neopsylla och familjen mullvadsloppor.

## Underarter
Arten delas in i följande underarter:
- N. p. pleskei
- N. p. ariana
- N. p. armeniaca
- N. p. caucasica
- N. p. orientalis
- N. p. rossica